# جنگل ملی کورونادو
جنگل ملی کورونادو (به انگلیسی: Coronado National Forest) یک پارک ملی در ایالت آریزونا در آمریکا است.
مساحت این جنگل ۷۲۰۰ کیلومتر مربع است.